# Takoma (Metro de Washington)
Takoma es una estación de metro del metro de Washington en Washington D. C. en la Línea Roja. Es la última estación dentro del Distrito de Columbia en el extremo occidental de la línea.
La estación abastece al área de Takoma Park, Maryland y el barrio Takoma de Washington D. C. y está localizada en Noroeste en la Calle Cedar y la Calle Carroll, justo dentro del Distrito de Columbia. La estación empezó a operar el 6 de febrero de 1978.
El 22 de junio de 2009, dos trenes de la línea roja colisionaron entre las estaciones Takoma y Fort Totten, el accidente más mortífero en la historia del sistema.